# Munditia tryphenensis
Munditia tryphenensis is een slakkensoort uit de familie van de Liotiidae. De wetenschappelijke naam van de soort is voor het eerst geldig gepubliceerd in 1926 door Powell.